# Tokyo Tales
Tokyo Tales – płyta zespołu heavymetalowego Blind Guardian z
1993 roku.

## Lista utworów
1. Inquisition – 0:47
2. Banish From Sanctuary – 6:03
3. Journey Through the Dark – 5:12
4. Traveler In Time – 6:32
5. The Quest For Tanelorn – 6:03
6. Goodbye My Friend – 6:28
7. Time What Is Time – 6:42
8. Majesty – 7:48
9. Valhalla – 6:08
10. Welcome to Dying – 5:56
11. Lost In the Twilight Hall – 7:26
12. Barbara Ann – 2:56

Dodatkowy utwór na edycji remasterowanej z 2007 roku:
1. Lord of the Rings

## Skład zespołu
- Hansi Kürsch – wokal, bas
- André Olbrich – gitara, chórki
- Marcus Siepen – gitara, chórki
- Thomas "Thomen" Stauch – Perkusja
- Marc Zee – keyboard, chórki (gościnnie)

Zdjęcie na okładkę wykonał Buffo Schnadelbach.